# Lista de senadores do Brasil da 47.ª legislatura
Esta é a lista de senadores do Brasil da 47.ª legislatura do Congresso Nacional. Inclui-se o nome civil dos parlamentares, o partido ao qual eram filiados na data da posse, sua unidade federativa de origem, bem como outras informações. Esta legislatura do Senado Federal durou de 1 de fevereiro de 1983 a 31 de janeiro de 1987.

## Composição das bancadas
| Partido | Líder             | Bancada | Posição  |
| ------- | ----------------- | ------- | -------- |
| PMDB    | Humberto Lucena   | 23 / 69 | Governo  |
| PFL     | Benedito Ferreira | 20 / 69 | Governo  |
| PDS     | Albano Franco     | 18 / 69 | Oposição |
| PDT     | Jaison Barreto    | 3 / 69  | Oposição |
| PTB     | Affonso Camargo   | 2 / 69  | Oposição |
| PDC     | Mauro Borges      | 1 / 69  | Oposição |
| PL      | Itamar Franco     | 1 / 69  | Oposição |
| PSB     | Claudionor Roriz  | 1 / 69  | Oposição |

## Mesa diretora
| Imagem | Cargo              | Nome                                              | Partido | Estado              |
| ------ | ------------------ | ------------------------------------------------- | ------- | ------------------- |
|        | Presidente         | José Fragelli (José Manuel Fontanillas Fragelli)  | PMDB    | Mato Grosso do Sul  |
|        | 1° Vice-Presidente | Marco Maciel (Marco Antônio de Oliveira Maciel)   | PFL     | Pernambuco          |
|        | 2° Vice-Presidente | Alvaro Dias (Alvaro Fernandes Dias)               | PMDB    | Paraná              |
|        | 1° Secretário      | Carlos Chiarelli (Carlos Alberto Gomes Chiarelli) | PFL     | Rio Grande do Sul   |
|        | 2° Secretário      | Henrique Santillo (Henrique Antônio Santillo)     | PMDB    | Goiás               |
|        | 3° Secretário      | Amaral Peixoto (Ernâni do Amaral Peixoto)         | PDS     | Rio de Janeiro      |
|        | 4° Secretário      | Murilo Badaró (Murilo Paulino Badaró)             | PDS     | Minas Gerais        |
|        | 1° Suplente        | Milton Cabral (Milton Bezerra Cabral)             | PFL     | Paraíba             |
|        | 2° Suplente        | Saturnino Braga (Roberto Saturnino Braga)         | PDT     | Rio de Janeiro      |
|        | 3° Suplente        | Carlos Alberto de Sousa                           | PTB     | Rio Grande do Norte |
|        | 4° Suplente        | Itamar Franco (Itamar Augusto Cautiero Franco)    | PL      | Minas Gerais        |

## Senadores em exercício ao fim da legislatura
| Imagem              | Nome                                                    | Partido | Início de mandato       | Fim de mandato         | Observações |
| Acre                | Acre                                                    | Acre    | Acre                    | Acre                   | Acre |
| ------------------- | ------------------------------------------------------- | ------- | ----------------------- | ---------------------- | --- |
|                     | Altevir Leal (1S)                                       | PDS     | 1983                    | 1987                   | Suplente de José Guiomard. Assumiu após a morte do titular.                                                                 |
|                     | Mário Maia                                              | PMDB    | 1° de fevereiro de 1983 | 31 de janeiro de 1991  | [ 2 ] |
|                     | José Guiomard (José Guiomard dos Santos)                | PDS     | 1979                    | 1987                   | [ 3 ] |
| Alagoas             |                                                         |         |                         |                        | |
|                     | Carlos Lyra (1S) (Carlos Benigno Pereira de Lyra Neto)  | PFL     | 1983                    | 1987                   | Suplente de Arnon de Mello. Assumiu após a morte do titular.                                                                |
|                     | Guilherme Palmeira (Guilherme Gracindo Soares Palmeira) | PFL     | 1983                    | 1988                   | Eleito Prefeito de Maceió em 1988                                                                                           |
|                     | Luís Cavalcanti (Luís de Sousa Cavalcanti)              | PFL     | 1971                    | 1987                   | [ 6 ] |
| Amazonas            |                                                         |         |                         |                        | |
|                     | Eunice Michilles (Eunice Mafalda Michilles)             | PFL     | 1979                    | 1987                   | [ 7 ] |
|                     | Fábio Lucena (Fábio Pereira de Lucena Bittencourt)      | PMDB    | 1983                    | 1987                   | Embora tivesse mais quatro anos de assento foi eleito para um novo mandato em 1986 e assim renunciou à vaga obtida em 1982. |
|                     | Raimundo Parente                                        | PDT     |                         |                        | [ 9 ] |
| Bahia               |                                                         |         |                         |                        | |
|                     | Jutahy Magalhães (Jutahy Borges Magalhães)              | PMDB    | 1979                    | 1995                   | |
|                     | Lomanto Júnior (Antônio Lomanto Júnior)                 | PFL     | 1979                    | 1987                   | |
|                     | Luís Viana Filho                                        | PDS     | 1° de fevereiro de 1975 | 5 de junho de 1990     | Faleceu no exercício do cargo                                                                                               |
| Ceará               |                                                         |         |                         |                        | |
|                     | Almir Pinto (Almir Santos Pinto)                        | PDS     | 1979                    | 1985                   | |
|                     | Virgílio Távora (Virgílio de Morais Fernandes Távora)   | PDS     | 1983                    | 1988                   | |
|                     | José Lins (José Lins de Albuquerque)                    | PFL     | 1979                    | 1987                   | |
| Espírito Santo      |                                                         |         |                         |                        | |
|                     | João Calmon (João de Medeiros Calmon)                   | PMDB    | 1971                    | 1995                   | |
|                     | José Ignácio Ferreira                                   | PMDB    | 1° de fevereiro de 1983 | 31 de janeiro de 1991  | |
|                     | Moacir Dalla                                            | PDS     |                         |                        | |
| Goiás               |                                                         |         |                         |                        | |
|                     | Benedito Ferreira (Benedito Vicente Ferreira)           | PFL     | 1971                    | 1987                   | |
|                     | Mauro Borges (Mauro Borges Teixeira)                    | PDC     | 1° de fevereiro de 1983 | 31 de janeiro de 1990  | |
|                     | Henrique Santillo (Henrique Antônio Santillo)           | PMDB    | 1979                    | 1987                   | |
| Maranhão            |                                                         |         |                         |                        | |
|                     | Alexandre Costa (Alexandre Alves Costa)                 | PFL     | 1° de fevereiro de 1971 | 29 de agosto de 1998   | Faleceu no exercício do cargo                                                                                               |
|                     | João Castelo (João Castelo Ribeiro Gonçalves)           | PDS     | 1° de fevereiro de 1983 | 31 de janeiro de 1991  | |
|                     | Bello Parga (Luís Carlos Bello Parga)                   | PFL     | 1985                    | 1987                   | Segundo Suplente de José Sarney                                                                                             |
| Mato Grosso         |                                                         |         |                         |                        | |
|                     | Benedito Canelas (José Benedito Canelas)                | PFL     | 1979                    | 1987                   | |
|                     | Gastão Müller (Gastão de Matos Müller)                  | PMDB    | 1979                    | 1987                   | |
|                     | Roberto Campos (Roberto de Oliveira Campos)             | PDS     | 1° de fevereiro de 1983 | 31 de janeiro de 1991  | |
| Mato Grosso do Sul  |                                                         |         |                         |                        | |
|                     | José Fragelli (José Manuel Fontanillas Fragelli)        | PMDB    | 1980                    | 1987                   | |
|                     | Saldanha Derzi (Rachid Saldanha Derzi)                  | PMDB    | 1° de fevereiro de 1979 | 31 de janeiro de 1995  | |
|                     | Marcelo Miranda Soares                                  | PMDB    | 1983                    | 1991                   | Eleito Governador do Mato Grosso do Sul em 1986                                                                             |
| Minas Gerais        |                                                         |         |                         |                        | |
|                     | Alfredo Campos (Alfredo José de Campos Melo)            | PMDB    | 15 de março de 1983     | 31 de janeiro de 1995  | Suplente de Tancredo Neves                                                                                                  |
|                     | Itamar Franco (Itamar Augusto Cautiero Franco)          | PL      | 1975                    | 1990                   | |
|                     | Murilo Badaró (Murilo Paulino Badaró)                   | PDS     |                         |                        | |
| Pará                |                                                         |         |                         |                        | |
|                     | Aloysio Chaves (Aloysio da Costa Chaves)                | PFL     | 1979                    | 1987                   | |
|                     | Gabriel Hermes (Gabriel Hermes Filho)                   | PDS     | 1979                    | 1987                   | |
|                     | Hélio Gueiros (Hélio Mota Gueiros)                      | PMDB    | 1983                    | 1987                   | Eleito Governador do Pará em 1986                                                                                           |
| Paraíba             |                                                         |         |                         |                        | |
|                     | Marcondes Gadelha                                       | PFL     | 1986                    | 1986                   | |
|                     | Humberto Lucena (Humberto Coutinho de Lucena)           | PMDB    | 1° de fevereiro de 1979 | 13 de abril de 1998    | Faleceu no exercício do cargo                                                                                               |
|                     | Milton Cabral (Milton Bezerra Cabral)                   | PFL     |                         |                        | |
| Paraná              |                                                         |         |                         |                        | |
|                     | Affonso Camargo (Affonso Camargo Neto)                  | PTB     | 1° de fevereiro de 1979 | 31 de janeiro de 1995  | |
|                     | Alvaro Dias (Alvaro Fernandes Dias)                     | PMDB    | 1983                    | 1987                   | Eleito Governador do Paraná em 1986                                                                                         |
|                     | Enéas Faria (Enéas Eugenio Pereira Faria)               | PMDB    | 1983                    | 1987                   | |
| Pernambuco          |                                                         |         |                         |                        | |
|                     | Aderbal Jurema (Aderbal de Araújo Jurema)               | PFL     | 1979                    | 1986                   | |
|                     | Cid Sampaio (Cid Feijó Sampaio)                         | PMDB    | 1983                    | 1987                   | |
|                     | Marco Maciel (Marco Antônio de Oliveira Maciel)         | PFL     | 1° de fevereiro de 1983 | 31 de dezembro de 1994 | Eleito Vice-Presidente da República em 1994                                                                                 |
| Piauí               |                                                         |         |                         |                        | |
|                     | Alberto Silva (Alberto Tavares Silva)                   | PMDB    | 1979                    | 1987                   | |
|                     | Helvídio Nunes (Helvídio Nunes de Barros)               | PDS     | 1971                    | 1987                   | |
|                     | João Lobo (João Calisto Lobo)                           | PFL     | 1° de fevereiro de 1983 | 31 de janeiro de 1991  | |
| Rio de Janeiro      |                                                         |         |                         |                        | |
|                     | Saturnino Braga (Roberto Saturnino Braga)               | PDT     | 1980                    | 1980                   | Eleito Prefeito do Rio de Janeiro de 1985                                                                                   |
|                     | Amaral Peixoto (Ernâni do Amaral Peixoto)               | PDS     | 1971                    | 1987                   | |
|                     | Nelson Carneiro (Nelson de Souza Carneiro)              | PMDB    | 1° de fevereiro de 1979 | 31 de janeiro de 1995  | |
| Rio Grande do Norte |                                                         |         |                         |                        | |
|                     | Carlos Alberto de Sousa                                 | PTB     | 1° de fevereiro de 1983 | 31 de janeiro de 1991  | |
|                     | Martins Coelho                                          | PMDB    | 1963                    | 1984                   | |
|                     | Moacir Duarte                                           | PDS     |                         |                        | |
| Rio Grande do Sul   |                                                         |         |                         |                        | |
|                     | Otávio Cardoso                                          | PDS     | 1985                    | 1986                   | |
|                     | Carlos Chiarelli (Carlos Alberto Gomes Chiarelli)       | PFL     | 1° de fevereiro de 1983 | 31 de janeiro de 1991  | |
|                     | Pedro Simon (Pedro Jorge Simon)                         | PMDB    |                         |                        | |
| Rondônia            |                                                         |         |                         |                        | |
|                     | Odacir Soares (Odacir Soares Rodrigues)                 | PFL     | 1° de fevereiro de 1983 | 31 de janeiro de 1999  | |
|                     | Claudionor Roriz (Claudionor Couto Roriz)               | PSB     | 1983                    | 1985                   | |
|                     | Galvão Modesto (Reinaldo Galvão Modesto)                | PFL     | 1983                    | 1987                   | |
| Santa Catarina      |                                                         |         |                         |                        | |
|                     | Jaison Barreto (Jaison Tupy Barreto)                    | PDT     | 1979                    | 1987                   | |
|                     | Jorge Bornhausen (Jorge Konder Bornhausen)              | PFL     | 1° de fevereiro de 1983 | 31 de janeiro de 1991  | |
|                     | Lenoir Vargas (Lenoir Vargas Ferreira)                  | PDS     | 1979                    | 1986                   | |
| São Paulo           |                                                         |         |                         |                        | |
|                     | Amaral Furlan (Antônio Osvaldo do Amaral Furlan)        | PDS     | 1979                    | 1987                   | |
|                     | Fernando Henrique Cardoso                               | PMDB    | 15 de março de 1983     | 5 de outubro de 1992   | Primeiro Suplente de Franco Montoro                                                                                         |
|                     | Severo Gomes (Severo Fagundes Gomes)                    | PMDB    | 15 de março de 1983     | 31 de janeiro de 1991  | |
| Sergipe             |                                                         |         |                         |                        | |
|                     | Albano Franco (Albano do Prado Pimentel Franco)         | PDS     | 1° de fevereiro de 1983 | 31 de dezembro de 1994 | Eleito Governador do Sergipe em 1994                                                                                        |
|                     | Passos Porto                                            | PMDB    | 1985                    | 1985                   | |
|                     | Lourival Baptista                                       | PDS     | 1970                    | 1995                   | |